# Brent Scowcroft

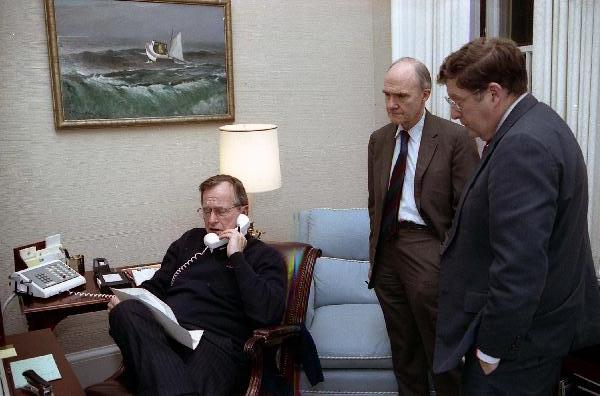
Sicherheitsberater Brent Scowcroft (Mitte) mit Präsident George H. W.Bush (links am Telefon) und Stabschef John Sununu während der US-Invasion in Panama, 1989

Brent Scowcroft (* 19. März 1925 in Ogden, Utah; † 6. August 2020 in Falls Church, Virginia) war ein US-amerikanischer Generalleutnant, Militärassistent von Präsident Richard Nixon und Nationaler Sicherheitsberater der Präsidenten Gerald Ford und George Bush sr. von 1975 bis 1977 bzw. 1989 bis 1993. Unter Präsident George W. Bush war er Vorsitzender der Beratergruppe des Foreign Intelligence Advisory Board (2001 bis 2005).

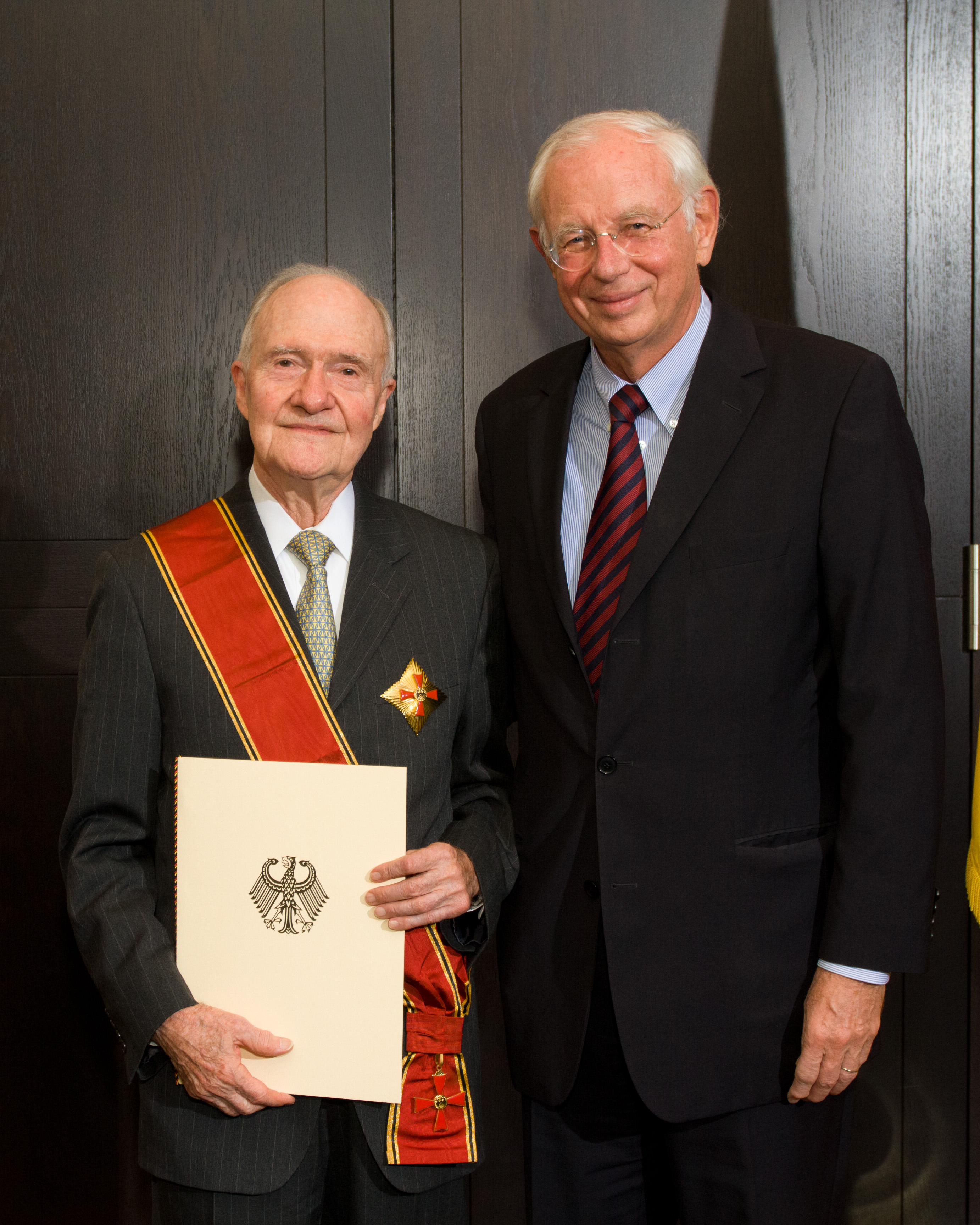
Scowcroft (links) mit dem Deutschen Botschafter Klaus Scharioth in Washington, D.C. nach Übergabe des Verdienstordens der Bundesrepublik Deutschland, 2009

## Leben
Scowcroft studierte an der Militärakademie West Point und promovierte 1967 an der Columbia University. Während seiner militärischen Karriere bekleidete Scowcroft verschiedene Positionen in der Air Force, dem Verteidigungsministerium, der Air Force Academy und der Militärakademie in West Point. Zudem hatte er das Amt des Stellvertretenden Luftwaffen-Attachés an der US-Botschaft in Belgrad inne. Er erhielt zahlreiche militärische Auszeichnungen. 1975 erreichte Scowcroft die Altersgrenze für Militärs und verließ die Armee im Rang eines Generalleutnants.
Am Morgen des 11. Septembers war Scowcroft an Bord der fliegenden Kommandozentrale. Er trat für die Afghanistan-Invasion als „direkten Schlag gegen den Terrorismus“ ein.
2003 jedoch kritisierte er die Politik der Vereinigten Staaten bezüglich des Einmarschs im Irak.
Bevor Scowcroft für die Bush-Regierung arbeitete, war er stellvertretender Vorsitzender des Unternehmens Kissinger and Associates. Er war Gründer und Präsident des Internationalen Politik Forums. Zudem hielt Scowcroft die Präsidentschaft der Firma The Scowcroft Group, einer internationalen Unternehmensberatung.
Zusammen mit Präsident Bush senior veröffentlichte Scowcroft das Buch A World Transformed, in dem seine Memoiren vom Zerfall und Untergang der Sowjetunion geschildert werden.
Scowcroft gehörte der Glaubensgemeinschaft der Mormonen an.
Er starb am 6. August 2020 im Alter von 95 Jahren.
Nach ihm ist das Scowcroft Center for Strategy and Security des Atlantic Council benannt.

## Schläfrigkeit im Amt
Scowcroft war berüchtigt dafür, in präsidialen Meetings anhaltend vom Schlaf übermannt zu werden. Das führte im Weißen Haus zur Einführung eines nach ihm benannten inoffiziellen Preises für vergleichbare Schlafleistungen. Während er selber als erster Preisträger gilt, sind weitere ausgezeichnete Personen jedoch nicht bekannt.

## Auszeichnungen
- 1991 erhielt Scowcroft die Presidential Medal of Freedom.
- 1993 überreichte Königin Elisabeth II. ihm im Buckingham-Palast die Auszeichnung Order of the British Empire.
- 2007 erhielt er den Four Freedoms Award in der Kategorie Freiheit von Furcht[6]
- 2009 wurde Scowcroft auf Vorschlag des Bundesministers der Verteidigung das Große Verdienstkreuz mit Stern und Schulterband des Verdienstordens der Bundesrepublik Deutschland verliehen.
- 2013 Ewald-von-Kleist-Preis der Münchner Sicherheitskonferenz
- 2015 wurde ihm der japanische große Orden der Aufgehenden Sonne am Band verliehen.[7]

## Schriften
- mit George Bush: A world transformed. Knopf, New York NY 1998, ISBN 0-679-43248-5 (In deutscher Sprache: Eine neue Welt. Amerikanische Außenpolitik in Zeiten des Umbruchs. Aus dem Amerikanischen übersetzt von Stephan Fuchs. Ullstein, Berlin 1999, ISBN 3-550-07105-1).